# Parc Nacional de Tarangire
El Parc Nacional de Tarangire és el sisè parc nacional més gran de Tanzània, es troba a la regió de Manyara. El nom del parc s'origina en el riu Tarangire que travessa el parc. El riu Tarangire és la principal font d'aigua dolça per als animals salvatges en l'ecosistema de Tarangire durant la temporada seca anual. L'ecosistema de Tarangire està definit per la migració de llarga distància de nyus i zebres. Durant l'estació seca milers d'animals es concentren al Parc Nacional de Tarangire.
Cobreix una àrea d'aproximadament 2.850 km². El paisatge es compon de crestes granítiques, valls amb el riu i pantans. La vegetació és una barreja boscos d'Acacia de Commiphora-Combretum boscos i de pastures inundades estacionalment, així com dels arbres baobab.

## Flora i Fauna
El parc és famós per la seva alta densitat d'elefants i d'arbres baobab. Els visitants del parc a l'estació seca, de juny fins a novembre, poden esperar veure grans ramats de milers de zebres, nyus i búfals. Altres animals residents comuns inclouen l'antílops aquàtics, les girafes, els Dic-dic, l'impala, l'antílop, la gasela de Grant, la granota verda, la Mangosta ratllada, i el Papió anubis. Els depredadors del parc nacional inclouen el lleó africà, el lleopard, el guepard, el caracal, el Ratel, i el gos salvatge africà.